# Dekanat Raszków
Dekanat Raszków – jeden z 33 dekanatów w rzymskokatolickiej diecezji kaliskiej.

## Parafie
W skład dekanatu wchodzi 8 parafii:
- parafia św. Mateusza – Górzno
- parafia św. Wojciecha – Janków Zaleśny
- parafia św. Wojciecha – Lewków
- parafia św. Katarzyny Aleksandryjskiej – Pogrzybów
- parafia Podwyższenia Krzyża Świętego – Raszków
- parafia Niepokalanego Serca Najświętszej Maryi Panny – Roszki
- parafia Zwiastowania Pańskiego – Skrzebowa
- parafia św. Michała Archanioła – Szczury

## Sąsiednie dekanaty
Dobrzyca, Gołuchów, Koźmin, Krotoszyn, Odolanów, Ołobok, Ostrów Wielkopolski I, Ostrów Wielkopolski II, Pleszew